# Хаскелл (округ, Канзас)
Ха́скелл (англ. Haskell County) — округ в штате Канзас, США. Официально образован 23 марта 1887 года. По состоянию на 2010 год, численность населения составляла 4 256 человека.

## География
По данным Бюро переписи США, общая площадь округа равняется 1 496,322 км2, из которых 1 495,390 км2 суша и 0,360 км2 или 0,060 % это водоёмы.

## Население
По данным переписи населения 2000 года в округе проживает 4 307 жителей в составе 1 481 домашних хозяйств и 1 153 семей. Плотность населения составляет 3,00 человека на км2. На территории округа насчитывается 1 639 жилых строений, при плотности застройки около 1,00-го строения на км2. Расовый состав населения: белые — 85,07 %, афроамериканцы — 0,63 %, коренные американцы (индейцы) — 0,58 %, азиаты — 0,19 %, гавайцы — 0,00 %, представители других рас — 11,45 %, представители двух или более рас — 2,09 %. Испаноязычные составляли 23,57 % населения независимо от расы.
В составе 43,60 % из общего числа домашних хозяйств проживают дети в возрасте до 18 лет, 69,40 % домашних хозяйств представляют собой супружеские пары проживающие вместе, 5,90 % домашних хозяйств представляют собой одиноких женщин без супруга, 22,10 % домашних хозяйств не имеют отношения к семьям, 20,10 % домашних хозяйств состоят из одного человека, 9,20 % домашних хозяйств состоят из престарелых (65 лет и старше), проживающих в одиночестве. Средний размер домашнего хозяйства составляет 2,88 человека, и средний размер семьи 3,35 человека.
Возрастной состав округа: 32,90 % моложе 18 лет, 9,10 % от 18 до 24, 27,80 % от 25 до 44, 19,50 % от 45 до 64 и 19,50 % от 65 и старше. Средний возраст жителя округа 31 лет. На каждые 100 женщин приходится 103,30 мужчин. На каждые 100 женщин старше 18 лет приходится 98,30 мужчин.
Средний доход на домохозяйство в округе составлял 38 634 USD, на семью — 43 354 USD. Среднестатистический заработок мужчины был 31 296 USD против 22 857 USD для женщины. Доход на душу населения составлял 17 349 USD. Около 8,00 % семей и 11,60 % общего населения находились ниже черты бедности, в том числе — 15,40 % молодёжи (тех, кому ещё не исполнилось 18 лет) и 9,40 % тех, кому было уже больше 65 лет.